# WHL 2019/20
Die WHL-Saison 2019/20 war die 54. Spielzeit der Western Hockey League. Die reguläre Saison begann am 20. September 2019 und sollte am 22. März 2020 enden. Im Anschluss waren die Playoffs um den Ed Chynoweth Cup geplant, jedoch wurde der Spielbetrieb aufgrund der Pandemie des Corona-Virus am 12. März 2020 unterbrochen. Schließlich verkündete die Canadian Hockey League am 23. März 2020, dass die Spielzeiten von OHL, LHJMQ und WHL endgültig abgebrochen werden und auch der anschließende Memorial Cup nicht stattfindet.

## Änderungen
Die Kootenay Ice zogen nach Winnipeg um und firmieren dort fortan als Winnipeg Ice. Zugleich wechselten sie aus der Central in die East Division, während die Swift Current Broncos den entgegengesetzten Weg antraten.

## Reguläre Saison

### Platzierungen
Abkürzungen: GP = Spiele, W = Siege, L = Niederlagen, OTL = Niederlage nach Overtime, SOL = Niederlage nach Shootout, GF = Erzielte Tore, GA = Gegentore, Pts = Punkte

Erläuterungen:   = Division-Sieger,  = Scotty-Munro-Memorial-Trophy-Gewinner

#### Eastern Conference
|                       | GP | W  | L  | OTL | SOL | GF  | GA  | Pts |
| --------------------- | -- | -- | -- | --- | --- | --- | --- | --- |
| Edmonton Oil Kings    | 64 | 42 | 12 | 6   | 4   | 239 | 167 | 94  |
| Medicine Hat Tigers   | 63 | 41 | 19 | 2   | 1   | 265 | 182 | 85  |
| Prince Albert Raiders | 64 | 36 | 18 | 6   | 4   | 210 | 160 | 82  |
| Lethbridge Hurricanes | 63 | 37 | 19 | 2   | 5   | 249 | 193 | 81  |
| Winnipeg Ice          | 63 | 38 | 24 | 1   | 0   | 231 | 207 | 77  |
| Brandon Wheat Kings   | 63 | 35 | 22 | 4   | 2   | 227 | 173 | 76  |
| Calgary Hitmen        | 64 | 35 | 24 | 4   | 1   | 219 | 201 | 75  |
| Saskatoon Blades      | 63 | 34 | 24 | 2   | 3   | 211 | 197 | 73  |
| Red Deer Rebels       | 63 | 24 | 33 | 3   | 3   | 181 | 250 | 54  |
| Regina Pats           | 63 | 21 | 34 | 6   | 2   | 183 | 258 | 50  |
| Moose Jaw Warriors    | 62 | 14 | 44 | 4   | 0   | 146 | 291 | 32  |
| Swift Current Broncos | 63 | 10 | 48 | 2   | 3   | 129 | 298 | 25  |

#### Western Conference
|                       | GP | W  | L  | OTL | SOL | GF  | GA  | Pts |
| --------------------- | -- | -- | -- | --- | --- | --- | --- | --- |
| Portland Winterhawks  | 63 | 45 | 11 | 3   | 4   | 270 | 164 | 97  |
| Everett Silvertips    | 63 | 46 | 13 | 3   | 1   | 228 | 142 | 96  |
| Spokane Chiefs        | 64 | 41 | 18 | 4   | 1   | 258 | 179 | 87  |
| Kamloops Blazers      | 63 | 41 | 18 | 3   | 1   | 271 | 166 | 86  |
| Victoria Royals       | 64 | 32 | 24 | 6   | 2   | 176 | 190 | 72  |
| Vancouver Giants      | 62 | 32 | 24 | 4   | 2   | 189 | 166 | 70  |
| Kelowna Rockets       | 63 | 29 | 28 | 3   | 3   | 181 | 208 | 64  |
| Seattle Thunderbirds  | 63 | 24 | 32 | 4   | 3   | 175 | 240 | 55  |
| Prince George Cougars | 62 | 20 | 34 | 4   | 4   | 144 | 205 | 48  |
| Tri-City Americans    | 63 | 17 | 40 | 4   | 2   | 157 | 302 | 40  |

### Beste Scorer
Abkürzungen: GP = Spiele, G = Tore, A = Assists, Pts = Punkte, +/− = Plus/Minus, PIM = Strafminuten; Fett: Bestwert
| Spieler         | Team                  | GP | G  | A  | Pts | +/− | PIM |
| --------------- | --------------------- | -- | -- | -- | --- | --- | --- |
| Adam Beckman    | Spokane Chiefs        | 63 | 48 | 59 | 107 | +44 | 18  |
| Seth Jarvis     | Portland Winterhawks  | 58 | 42 | 56 | 98  | +53 | 24  |
| James Hamblin   | Medicine Hat Tigers   | 63 | 36 | 56 | 92  | +27 | 35  |
| Zane Franklin   | Kamloops Blazers      | 63 | 29 | 62 | 91  | +31 | 89  |
| Connor Zary     | Kamloops Blazers      | 57 | 38 | 48 | 86  | +30 | 51  |
| Eli Zummack     | Spokane Chiefs        | 64 | 22 | 64 | 86  | +42 | 18  |
| Dylan Cozens    | Lethbridge Hurricanes | 51 | 38 | 47 | 85  | +23 | 38  |
| Orrin Centazzo  | Kamloops Blazers      | 63 | 44 | 37 | 81  | +26 | 33  |
| Aljaksej Protas | Prince Albert Raiders | 58 | 31 | 49 | 80  | +37 | 8   |
| Brett Kemp      | Medicine Hat Tigers   | 62 | 30 | 47 | 77  | +21 | 43  |

### Beste Torhüter
Die kombinierte Tabelle zeigt die jeweils drei besten Torhüter in den Kategorien Gegentorschnitt und Fangquote sowie die jeweils Führenden in den Kategorien Shutouts und Siege.
Abkürzungen: GP = Spiele, Min = Eiszeit (in Minuten), W = Siege, L = Niederlagen, OTL = Overtime/Shootout-Niederlagen, GA = Gegentore, SO = Shutouts, Sv% = gehaltene Schüsse (in %), GAA = Gegentorschnitt; Fett: Bestwert; Sortiert nach Gegentorschnitt. Erfasst werden nur Torhüter mit 1500 absolvierten Spielminuten.
| Spieler         | Team                | GP | Min  | W  | L  | OTL | GA  | SO | Sv%  | GAA  |
| --------------- | ------------------- | -- | ---- | -- | -- | --- | --- | -- | ---- | ---- |
| Dustin Wolf     | Everett Silvertips  | 46 | 2713 | 34 | 10 | 2   | 85  | 9  | 93,5 | 1,88 |
| Shane Farkas    | Victoria Royals     | 28 | 1585 | 18 | 7  | 1   | 58  | 2  | 92,9 | 2,20 |
| Dylan Garand    | Kamloops Blazers    | 42 | 2443 | 28 | 10 | 3   | 90  | 4  | 92,1 | 2,21 |
| Sebastian Cossa | Edmonton Oil Kings  | 33 | 1880 | 21 | 6  | 3   | 70  | 4  | 92,1 | 2,23 |
| Jiří Patera     | Brandon Wheat Kings | 41 | 2449 | 24 | 12 | 4   | 104 | 5  | 92,1 | 2,55 |

## Auszeichnungen

### All-Star-Teams

#### Eastern Conference
| First All-Star-Team |                                                |
| Angriff:            | Dylan Cozens – James Hamblin – Aljaksej Protas |
| Verteidigung:       | Calen Addison – Braden Schneider               |
| Tor:                | Jiří Patera                                    |

| Second All-Star-Team |                                              |
| Angriff:             | Mark Kastelic – Peyton Krebs – Riley Sawchuk |
| Verteidigung:        | Alex Cotton – Matthew Robertson              |
| Tor:                 | Max Paddock                                  |

#### Western Conference
| First All-Star-Team |                                          |
| Angriff:            | Adam Beckman – Seth Jarvis – Connor Zary |
| Verteidigung:       | Johnny Ludvig – Ty Smith                 |
| Tor:                | Dustin Wolf                              |

| Second All-Star-Team |                                             |
| Angriff:             | Zane Franklin – Bryce Kindopp – Eli Zummack |
| Verteidigung:        | Bowen Byram – Jake Christiansen             |
| Tor:                 | Joel Hofer                                  |

### Vergebene Trophäen
| Auszeichnung                      | Auszeichnung                 | Team                  |
| --------------------------------- | ---------------------------- | --------------------- |
| Ed Chynoweth Cup                  | Ed Chynoweth Cup             | nicht vergeben        |
| Scotty Munro Memorial Trophy      | Scotty Munro Memorial Trophy | Portland Winterhawks  |
| Auszeichnung                      | Spieler                      | Team                  |
| Four Broncos Memorial Trophy      | Adam Beckman                 | Spokane Chiefs        |
| Bob Clarke Trophy                 | Adam Beckman                 | Spokane Chiefs        |
| Bill Hunter Memorial Trophy       | Ty Smith                     | Spokane Chiefs        |
| Jim Piggott Memorial Trophy       | Dylan Guenther               | Edmonton Oil Kings    |
| Del Wilson Trophy                 | Dustin Wolf                  | Everett Silvertips    |
| WHL Plus-Minus Award              | Noah King                    | Spokane Chiefs        |
| Brad Hornung Trophy               | Seth Jarvis                  | Portland Winterhawks  |
| Daryl K. (Doc) Seaman Trophy      | Dylan Garand                 | Kamloops Blazers      |
| Dunc McCallum Memorial Trophy     | Brad Lauer                   | Edmonton Oil Kings    |
| Lloyd Saunders Memorial Trophy    | Peter Anholt                 | Lethbridge Hurricanes |
| Doug Wickenheiser Memorial Trophy | Riley Fiddler-Schultz        | Calgary Hitmen        |
| WHL Playoff MVP                   | nicht vergeben               | nicht vergeben        |